# تنیداپ
تنیداپ (انگلیسی: Tenidap) یک مهار کننده COX/5-LOX و داروی ضدالتهابی تعدیل‌کننده سیتوکین بود که توسط شرکت فایزر به عنوان یک درمان بالقوه امیدوارکننده برای روماتیسم مفصلی در حال توسعه بود، اما فایزر توسعه را متوقف کرد پس از تأیید بازاریابی توسط FDA در سال ۱۹۹۶ به دلیل آسیب به کبد و مسمومیت کلیه، که به متابولیت‌های دارو با یک گروه تیوفن نسبت داده می‌شود که باعث آسیب اکسیداتیو می‌شود.